# Legoland Deutschland
Legoland Deutschland er en legoland forlystelsespark, der ligger i Günzburg i det sydlige Tyskland, omkring halvvejs mellem München og Stuttgart. Den dækker omkring 43,5 hektar og åbnede i 2002. Allerede det første år besøgte 1,35 millioner gæster parken, og det er i dag en af de fire mest besøgte forlystelsesparker i Tyskland. Parkens Miniland indeholder modeller af forskellige tyske byer og landskaber opført i legoklodser.

## Priser
I 2011 og 2012 vandt Legoland Deutschland Parkscout Award i kategorien "Germany's Most Child-Friendly Theme Park". I 2012/2013 vandt forlystelsesparken endny en Parkscout Award for "Best Family Amusement park". I 2013 modtog Legoland Deutschland TripAdvisor Travellers' Choice 2013 Award.